# 紅梅薩 (亞利桑那州)
紅梅薩（英語：Red Mesa）是位於美國亞利桑那州阿帕契縣的一個人口普查指定地區。根據2010年美國人口普查，該地人口為480人，而該地的面積約為33.27平方千米。

## 地理
紅梅薩的座標為36°58′03″N 109°23′21″W / 36.96750°N 109.38917°W，而該地最高點為海拔高度1635米（即5364英尺）。